# Wratislaviae Amici
Wratislaviae Amici – stowarzyszenie prowadzące portal internetowy "Poloniae Amici www.polska-org.pl" skupiający miłośników Wrocławia, Dolnego Śląska, polskich Łużyc, a od 2018 r. całej Polski i Kresów Wschodnich. Pierwotna strona internetowa, na bazie której powstał późniejszy ogólnodostępny serwis, została utworzona w roku 2001 przez Piotra Herbę i umieszczona w 2003 na serwerach wrocławskiego przedsiębiorstwa Kombinatu „PZL-Hydral” S.A.. W sierpniu 2003 roku uruchomiono oficjalny portal w formule znanej do dziś i opublikowano pierwsze ilustracje. 
W czerwcu 2005 dziewiętnastu twórców portalu utworzyło nieformalne wówczas stowarzyszenie, stawiające sobie za cel upowszechnianie wiedzy o współczesnym i historycznym Wrocławiu i Dolnym Śląsku oraz dokumentowanie zmian poprzez gromadzenie głównie fotografii, a także reprodukcji grafik oraz tekstów dotyczących miasta i regionu. Członkowie Stowarzyszenia organizowali także spotkania z wrocławskimi historykami i architektami, przeprowadzali z nimi wywiady, które publikowali na portalu Wratislaviae Amici. Jednocześnie udostępnili stronę internetową wszystkim, którzy zechcieli opublikować wykonane przez siebie fotografie, czy skany grafik wiążących się z historią Wrocławia lub Dolnego Śląska, bądź skomentować ilustracje nadesłane przez inne osoby.  Do 1. kwartału 2024 r. na portalu zebrano ponad 1,5 miliona zdjęć, map i artykułów dotyczących Wrocławia, Dolnego Śląska, jak i całej Polski. 
10 stycznia 2007 została zawarta umowa o dokonanie aportu własności intelektualnej twórcy portalu i autora pierwszych zamieszczonych w nim reprodukcji i ilustracji, Piotra Herby, w przyszły majątek Stowarzyszenia Wratislaviae Amici, na podstawie której przyznano mu w uznaniu jego zasług członkostwo Komitetu Założycielskiego Stowarzyszenia Wratislaviae Amici oraz przyszły tytuł i prawa Prezesa Honorowego Stowarzyszenia.
Formalne powołanie do życia Stowarzyszenia Wratislaviae Amici przez dwudziestotrzyosobową grupę założycielską nastąpiło 23 września 2007 po sądowej rejestracji Stowarzyszenia (KRS 0000302028). I walne zebranie odbyło się 25 maja 2008, na którym to członkowie-założyciele Stowarzyszenia dokonali wyboru władz i organów statutowych. Ustanowiono także funkcję Honorowego Prezesa Stowarzyszenia, którym został – na podstawie umowy z 10 stycznia 2007 – Piotr Herba (funkcja ta została zlikwidowana 19 czerwca 2011 podczas IV walnego zebrania Stowarzyszenia). 
Portal internetowy "Poloniae Amici  polska-org.pl" prowadzony przez stowarzyszenie Wratislaviae Amici jest moderowany i administrowany, a nadesłane pliki i komentarze niespełniające kryteriów (zawartość, treść, wielkość itp.) określonych w regulaminie są usuwane. Stowarzyszenie na początku 2024 roku liczyło 40 członków, a na portalu zarejestrowanych było wtedy ponad 30 000 użytkowników.
- 24 czerwca 2009 Stowarzyszenie uhonorowane zostało Nagrodą Prezydenta Wrocławia za rok 2009[6].
- 11 marca 2011 Stowarzyszenie podpisało oficjalną umowę o współpracy z Ośrodkiem „Pamięć i Przyszłość”[7], która trwała do 2014 roku.
- 20 maja 2012 zaprezentowano zmodernizowaną wersję portalu internetowego, który od 6 października 2012 zaczął funkcjonować pod nową domeną: dolny-slask.org.pl.
- 1 sierpnia 2018 portal internetowy został oficjalnie przekształcony w serwis ogólnopolski "Poloniae Amici  polska-org.pl"[8].
- 10 lutego 2019 Stowarzyszenie uruchomiło portal poświęcony Kresom Wschodnim - kresy.org.pl, który funkcjonuje w ramach jednej grupy internetowej - "Poloniae Amici".[9]